# Polish Traded Index
Der Polish Traded Index (PTX) ist ein von der Wiener Börse entwickelter Real-Time-Index der attraktivsten polnischen Aktien. Die Berechnung erfolgt zusätzlich zum US-Dollar auch in Euro und in lokaler Währung. Er ist Bestandteil des CECEEUR.
Der PTX startete am 4. Januar 1999 mit 612,12 Punkten und einem Kapital von 3.772.780.485,70 Euro. Die Indexbasis ist 1.000 Punkte per 15. Juli 1996.

## Indexzusammenstellung
(Stand: 5. September 2018)
| Titel             | Logo | Anteil in % |
| ----------------- | ---- | ----------- |
| Bank Pekao        |      | 11,41       |
| Bank Zachodni WBK |      | 8,04        |
| KGHM Polska Miedź |      | 6,63        |
| PGNiG             |      | 5,54        |
| PKN Orlen         |      | 18,05       |
| PKO Bank Polski   |      | 16,89       |
| PZU               |      | 14,38       |
| LPP               |      | 5,91        |
| PGE               |      | 4,55        |
| Alior Bank        |      | 3,25        |
| CCC               |      | 2,95        |
| JSW               |      | 2,40        |